# Oxarat
Oxarat est une communauté non incorporée située dans la municipalité rurale de Reno No 51 en Saskatchewan au Canada. De nos jours, la localité est devenue une ville fantôme puisqu'elle ne possède plus d'habitants. L'ancien village est situé à environ 15 km au nord du village de Consul.

## Annexe